# A.T.M.
„A.T.M.“ е български игрален филм от 2006 година на режисьора Виктор Чучков, по сценарий на Димитър Коцев, Борислав Чучков и Виктор Чучков.

## Състав
Роли във филма изпълняват актьорите:
- Атанас Атанасов
- Емануела Шкодрева
- Цветан Алексиев
- Жанет Иванова
- Богдан Казанджиев
- Йоана Темелкова